# سنتان (آریزونا)
سنتان (به انگلیسی: Santan) یک منطقهٔ مسکونی در ایالات متحده آمریکا است که در شهرستان پاینال، آریزونا واقع شده‌است. سنتان ۱۶٫۶ کیلومتر مربع مساحت و ۶۵۱ نفر جمعیت دارد و ۳۷۶ متر بالاتر از سطح دریا واقع شده‌است.